# Камков Дмитро Сергійович
Дмитро Сергійович Камков (13 грудня 1985, Севастополь) — український дипломат. В.о. Генерального консула України в Гуанчжоу, КНР.

## Життєпис
Народився 13 грудня 1985 року в українському місті Севастополь. У 2008 році закінчив Національну юридичну академію України імені Ярослава Мудрого, факультет підготовки кадрів Міністерства закордонних справ України, спеціаліст «Правознавство» та кваліфікація «юрист». Також закінчив Харківську академію внутрішніх військ Міністерства внутрішніх справ України, магістр «Управління організаціями».
У 2008—2009 рр. — Редактор видання «Чинні міжнародні договори України», Видавничій дім «ІнЮре».
У 2009—2010 рр. — спеціаліст першої категорії візового відділу Департаменту консульської служби МЗС України.
У 2010—2012 рр. — Провідний спеціаліст візового відділу Департаменту консульської служби МЗС України.
У 2012—2017 рр. — Консул Посольства України в Республіці Корея
У 2017—2019 рр. — Третій, Другий секретар Юридичного управління МЗС України
З квітня по грудень 2019 року — Т.в.о. керівника установи, Консул Генерального консульства України в Гуанчжоу
З грудня 2019 року — В.о. Генерального консула України в Гуанчжоу.

## Громадська діяльність
- Член ради громадської організації «Молодіжна морська ліга України»[4].